# Jakov Dobrović
Jakov Dobrović (Dobrovich, Dobrovits) (Vulkaprodrštof, 30. travnja 1911. – Vulkaprodrštof, 13. lipnja 1984.), gradišćanskohrvatski folklorist i kulturni djelatnik, učitelj, kantor, melograf i zborovođa. Sav svoj radni vijek (1930. – 1972.) djelovao je u osnovnoj školi u Štikapronu, najprije kao učitelj, a od 1938. i kao ravnatelj škole. Usporedo je razvio razgranatu kulturno-umjetničku djelatnost te vodio tamburaške i pjevačke zborove. Svojim je radom, osobito prikupljanjem i bilježenjem narodnih pjesama, dao izniman i značajan doprinos očuvanju gradišćanskohrvatske narodne baštine.

## Životopis
Jakov Dobrović rođen je u Vulkaprodrštofu kao četvrto od petero djece jedne seljačke obitelji. Školovao se u Vulkaprodrštofu, Željeznu i u učiteljskoj školi u Gornjim Šicama. U Štikapronu je radio od 1930. kao učitelj te od 1938. i kao ravnatelj škole sve do umirovljenja 1972. godine: tu je 1933. utemeljio mješoviti pjevački zbor Jačkarno društvo koji je vodio sve do kraja života. Godine 1962. osnovao je i Tamburaški zbor kojim je ravnao do 1983. i s kojim je 1970-ih godina s gramofonsku ploču s Matijom Krizmanićem, školovanim opernim pjevačem iz Dolnje Pulje. Uza sve to je s učenicima i mjesnom omladinom uvježbavao i izvodio kazališne predstave. Neumorno je istraživao gradišćanskohrvatsku narodnu glazbu te je, obilazeći mnoga sela, prikupio i zabilježio više od tisuću tekstova s napjevima, od kojih je 500-tinjak objelodanio u pjesmaricama u vlastitoj harmonizaciji. Objavio je tri pjesmarice svjetovnih i nabožnih napjeva gradišćanskih Hrvata, zbirke skladbi za tamburaške zborove te etnomuzikološke studije o pogrebnim, božićnim i svadbenim pjesmama gradišćanskih Hrvata koje je objavio u austrijskom zborniku Jahrbuch des Österreichischen Volksliedwerkes (Beč 1955, 1958, 1959. i 1961).
Dana 11. studenoga 2002. općina Vulkaprodrštof otkrila je spomen-ploču kantorima i učiteljima Jakovu Dobroviću i Grgi Gusiću: spomen-ploča se nalazi u Marijanskoj kapeli na glavnoj ulici.

## Djela
- Pjesmarica Narodne jačke gradišćanskih Hrvatov, Štikapron, 1950.
- Druga pjesmarica Narodne jačke gradišćanskih Hrvatov, Štikapron. 1964.
- Prva naša zbirka – pjesmarica za gradišćanske tamburaške zbore, Železno, 1968.
- Mala škola za tamburanje, (S. l.) 1980.
- Duhovne jačke Gradišćanskih Hrvatov u vrimenu okol ljeta 1800., Beč, 1985.

## Vanjske poveznice
- Hrvatske novine: Uz 100. rodjendan Jakova Dobrovića (objavljeno 2. lipnja 2011., arhivirano 16. lipnja 2021.)